# Hemberget (naturreservat, Jokkmokks kommun)
Hemberget är ett naturreservat i Jokkmokks kommun i Norrbottens län.
Området är naturskyddat sedan 2013 och är 1,2 kvadratkilometer stort. Reservatet omfattar Nedre delen av Hembergets sydostsluttning och en landtunga mellan sjöarna Fatjassjön och Järtasjön.  Reservatet består av gammal tallskog på sluttningen och urskogsartad barrblandskog på landtungan. 